# 2005 FNS歌謡祭
『2005 FNS歌謡祭』（2005 エフエヌエスかようさい）は、フジテレビ系列で2005年12月7日 19:00 - 23:18（JST）に生放送された通算34回目の『FNS歌謡祭』。

## 概要
司会は前回までの楠田枝里子・川端健嗣から、黒木瞳・草彅剛（SMAP）に交代。さらに、今回より進行役が復活し、前回まで9年連続で司会を務めた川端が起用された。なお、黒木はデビュー25周年記念であること、草彅は『SMAP×SMAP』『僕らの音楽』などの同局のバラエティ番組や音楽番組への出演が多かったことがそれぞれの選出理由である。

## 当日のステージ
今回から司会の草彅剛が在籍するSMAPがトップバッターと大トリを両方共担当するようになり、今回はトップバッターで「BANG! BANG! バカンス!」、大トリで「Triangle」を披露した。
司会の黒木瞳がデビュー25周年記念として、「すみれの花咲く頃」、「運命〜ぐうぜん〜」を披露した。
ゆずが初出演し、都内のスタジオから中継で歌唱した。
番組前半では、近藤真彦が、自身の大ヒットした「スニーカーぶる〜す」「愚か者」「ミッドナイト・シャッフル」の3曲のメドレーを披露した。尚、この3曲は、過去に自身がゲスト出演した当番組の司会を務める草彅がメイン出演している『SMAP×SMAP』の音楽コーナー「S-Live」で披露していない曲である。新曲の「挑戦者」は、番組終盤で披露した。
同じく、番組前半では、郷ひろみが、新曲の「君が泣ける場所になる」を含め、自身の大ヒットした「男の子女の子」「2億4千万の瞳」「GOLDFINGER '99」の4曲のメドレーを披露した。
今回から、中島美嘉×綾戸智恵の「AMEZING GRACE」や鈴木雅之×桑野信義×ゴスペラーズの「ランナウェイ」など、他の音楽番組やライブ・コンサートなどでは滅多に観られない出演アーティスト同士のコラボレーション（共演）で楽曲を披露するのが、『FNS歌謡祭』ではメインの番組構成となっている。
ジャニーズ事務所からは近藤真彦、SMAP、TOKIO、V6、KinKi Kids、嵐の6組が出演した。

## 出演者

### 司会
- 黒木瞳
- 草彅剛（SMAP）

### 進行
- 川端健嗣（当時：フジテレビアナウンサー）

### 出演アーティスト
- aiko
- 嵐
- 伊藤由奈
- 大塚愛
- Gackt[2]
- KinKi Kids
- Crystal Kay
- 黒木瞳
- 倖田來未
- 郷ひろみ
- ゴスペラーズ
- 近藤真彦
- 島谷ひとみ
- 鈴木雅之
- SMAP
- DEF.DIVA
- TOKIO
- 中島美嘉
- パク・ヨンハ
- 浜崎あゆみ
- 一青窈
- V6
- BoA
- ゆず

太字は当年のNHK『第56回NHK紅白歌合戦』にも出場した歌手である。
- 共演･･･綾戸智絵（中島美嘉）、桑野信義（鈴木雅之、ゴスペラーズ）、溝口肇（一青窈）
カッコ内は番組内で共演したアーティスト[要説明]

### 音楽・演奏
- 武部聡志音楽団

## セットリスト
| 順番 | アーティスト                   | 楽曲                               |
| ---- | ------------------------------ | ---------------------------------- |
| 1    | SMAP                           | BANG! BANG! バカンス!              |
| 2    | 島谷ひとみ                     | 真昼の月                           |
| 3    | 大塚愛                         | プラネタリウム                     |
| 4    | 嵐                             | WISH                               |
| 5    | 中島美嘉×綾戸智恵              | AMEZING GRACE (2002/中島美嘉)      |
| 6    | 鈴木雅之×桑野信義×ゴスペラーズ | ランナウェイ (1980/シャネルズ)     |
| 7    | 鈴木雅之×桑野信義×ゴスペラーズ | め組のひと (1983/ラッツ&スター)    |
| 8    | 一青窈×溝口肇                  | ハナミズキ (2004/一青窈)           |
| 9    | KinKi Kids                     | Anniversary (2004)                 |
| 10   | TOKIO                          | 明日を目指して!                    |
| 11   | aiko                           | キラキラ                           |
| 12   | DEF.DIVA                       | 好きすぎて バカみたい              |
| 13   | 近藤真彦                       | スニーカーぶる〜す (1980)          |
| 14   | 近藤真彦                       | 愚か者 (1987)                      |
| 15   | 近藤真彦                       | ミッドナイト・シャッフル (1996)    |
| 16   | 郷ひろみ                       | 男の子女の子 (1972)                |
| 17   | 郷ひろみ                       | 2億4千万の瞳 (1984)                |
| 18   | 郷ひろみ                       | GOLDFINGER '99 (1999)              |
| 19   | 郷ひろみ                       | 君が泣ける場所になる               |
| 20   | NANA staring MIKA NAKASHIMA    | GLAMOROUS SKY                      |
| 21   | REIRA staring YUNA ITO         | ENDLESS STORY                      |
| 22   | BoA                            | メリクリ (2004)                    |
| 23   | パク・ヨンハ                   | Truth                              |
| 24   | 黒木瞳                         | すみれの花咲く頃 (1953)            |
| 25   | 黒木瞳                         | 運命〜ぐうぜん〜                   |
| 26   | 倖田來未                       | キューティーハニー (1973/前川陽子) |
| 27   | 倖田來未                       | Butterfly                          |
| 28   | Crystal Kay                    | 恋におちたら                       |
| 29   | ゆず                           | いつか (1999)                      |
| 30   | ゆず                           | 超特急                             |
| 31   | V6                             | MUSIC FOR THE PEOPLE (1995)        |
| 32   | V6                             | Orange                             |
| 33   | 近藤真彦                       | 挑戦者                             |
| 34   | 浜崎あゆみ                     | Pride                              |
| 35   | SMAP                           | Triangle                           |

## スタッフ
- 制作：港浩一、水口昌彦
- 構成：山内浩嗣
- 音楽・編曲：武部聡志
- 編曲：村田陽一、清水俊也 / 服部隆之
- 音楽コーディネート：吉田奈生
- 美術プロデューサー：石鍋伸一朗、井上幸夫
- デザイン：越野幸栄
- 美術進行：内山高太郎、鈴木真吾
- 大道具：引馬幹晴
- アートフレーム：長濱大作、淵脇臣吉
- 電飾：渡辺信一、今石純一
- アクリル装飾：渋谷哲也
- 特殊装置：平野正英
- 視覚効果：小熊雅樹
- 生け花装飾：長崎由利子
- メイク：久保田裕子
- 楽器：島津哲也（サンフォニックス）
- マルチ：丸山明道
- TD・SW：馬場直幸
- カメラ：関克哉
- 音声：松永英一
- 映像：佐藤順一
- 照明デザイン：植松晃一
- 照明：安達浩也（PRGアジアライティング）、中村貞敏（FLT）
- PA：山本祐介（共立）
- クレーン：明光セレクト、ダブルビジョン、K&L、サークル
- 音響効果：川端智之・中田圭三（4-Legs）
- 編集：与那嶺涼（IMAGICA）
- MA：石川英男（IMAGICA）
- CG：松本幸也（orb）、古畑資展（ケネックジャパン）、渡辺之雄
- 広報：谷川有季
- TK：石原由季、平野美紀子
- ディレクター：神原孝、萬匠祐基、仮屋隆典、井ノ上龍登、松崎孝徳
- アシスタントプロデューサー：宇賀神裕子
- フロアディレクター：浜崎綾
- プロデューサー：清水宏泰、佐々木将
- チーフプロデューサー：きくち伸
- 演出：板谷栄司
- 技術協力：八峯テレビ、共同テレビジョン、サンフォニックス、SENNHEISER、FLT、PRGアジアライティング、PC Lights、黒澤フィルムスタジオ
- 写真提供：宝塚歌劇団
- 協力：グランドプリンスホテル新高輪、サンドリーム、ハーフトーンミュージック、イースト、CELL（現:ドワンゴコンテンツ）
- 制作：フジテレビバラエティ制作センター / 音組
- 制作著作：フジテレビ